# Korîtîșce, Mîronivka
Korîtîșce (în ucraineană Коритище) este o comună în raionul Mîronivka, regiunea Kiev, Ucraina, formată numai din satul de reședință.

## Demografie
Componența lingvistică a comunei Korîtîșce
     Ucraineană (96,64%)
     Rusă (3,36%)
Conform recensământului din 2001, majoritatea populației comunei Korîtîșce era vorbitoare de ucraineană (96,64%), existând în minoritate și vorbitori de rusă (3,36%).